# Melanopyge
Genre
Melanopyge est un genre de lépidoptères de la famille des Hesperiidae, de la sous-famille des Pyrginae et de la tribu des Pyrrhopygini.

## Dénomination
Le genre Melanopyge a été nommé par Olaf Mielke en 2002.

## Liste des espèces
- Melanopyge cossea (Druce, 1875)
- Melanopyge erythrosticta (Godman & Salvin, 1879)
- Melanopyge hoffmanni (Freeman, 1977)
- Melanopyge maculosa (Hewitson, 1866)
- Melanopyge mulleri (Bell, 1934)[1].